# Podosphaera macularis
Espèce
Synonymes
- Alphitomorpha macularis Wallr.[1]
- Desetangsia humuli (DC.) Nieuwl.[1]
- Erysiphe humuli DC.[1]
- Erysiphe macularis (Wallr.) Fr.[1]
- Sphaerotheca humuli (DC.) Burrill[1]
- Sphaerotheca macularis (Wallr.) Lind[1]

Podosphaera macularis est une espèce de champignons ascomycètes de la famille des Erysiphaceae, responsable de la maladie du blanc chez la fraise, la canneberge, et surtout de l'oïdium chez le houblon (Humulus lupulus). C'est l'une des principales maladies cryptogamiques affectant les cultures de houblon, entraînant une baisse du rendement et de la qualité des produits.
L'oïdium causé par Podosphaera macularis peut apparaître sur tous les tissus verts du houblon, à la face inférieure des feuilles, mais aussi sur les tiges, les fleurs et les cônes du houblon. Le signe le plus révélateur de l'agent pathogène est constitué par des colonies blanches et poudreuses qui peuvent se trouver de chaque côté du tissu foliaire, ainsi sur toute autre partie de la plante. Sur les feuilles, les infections sur la face inférieure se traduisent  généralement par des taches chlorotiques en correspondance sur la face supérieure.